# Francisco de Paula Pessoa Filho
Francisco de Paula Pessoa Filho (Sobral, 28 de outubro de 1836 — Rio de Janeiro, 2 de agosto de 1879) foi médico e político brasileiro.

## Biografia
Era o quarto dos seis filhos do senador Francisco de Paula Pessoa e de Francisca Maria Carolina de Paula Pessoa. Pelo lado paterno, era sobrinho de João de Andrade Pessoa Anta, mártir da Confederação do Equador. Seu irmão mais velho era o conselheiro Vicente Alves de Paula Pessoa (depois também senador do Império). Doutorou-se em Medicina pela Faculdade de Medicina do Rio de Janeiro, em 1861.
Em 11 de janeiro de 1862, casou-se com Prudenciana Joaquina da Costa Miranda (1843 - 1910), filha do comendador Joaquim Inácio da Costa Miranda e de Prudenciana Luitigarda Torres de Miranda. Deste casamento, nasceram:
1. Francisco Miranda de Paula Pessoa (22 de outubro de 1862 - 21 de junho de 1895);
2. Joaquim Miranda de Paula Pessoa (12 de janeiro de 1864 - 17 de abril de 1900), avô do ex-deputado federal Euclides Wicar;
3. Vicente Miranda de Paula Pessoa (5 de outubro de 1865 - 18 de dezembro de 1870);
4. João Miranda de Paula Pessoa (20 de setembro de 1867 - 17 de setembro de 1890);
5. Tomás Miranda de Paula Pessoa (5 de maio de 1871 - ?);
6. Maria da Soledade de Paula Pessoa (28 de novembro de 1875 - 1893), a Sinhá Saboia, bisavó da ex-senadora Patrícia Saboya.

Faleceu no Rio de Janeiro, com apenas 43 anos de idade, vítima de afecção cardíaca, quando representava sua província na Assembleia Geral, menos de um mês depois de seu pai. Substituiu-o o suplente, Antônio Pinto Nogueira Accioli.